# جامعة أسكدار
جامعة أُسْكُدار (بالتركية: Üsküdar Üniversitesi) جامعة خاصة تركية يقع مقرها في إسطنبول، تأسست في عام 2011 من قبل مؤسسة القيم الإنسانية والصحة الروحية بناء على القرار المتخذ في 3 مارس عام 2011 رقم 27863 المنشور في الصحف الرسمية.

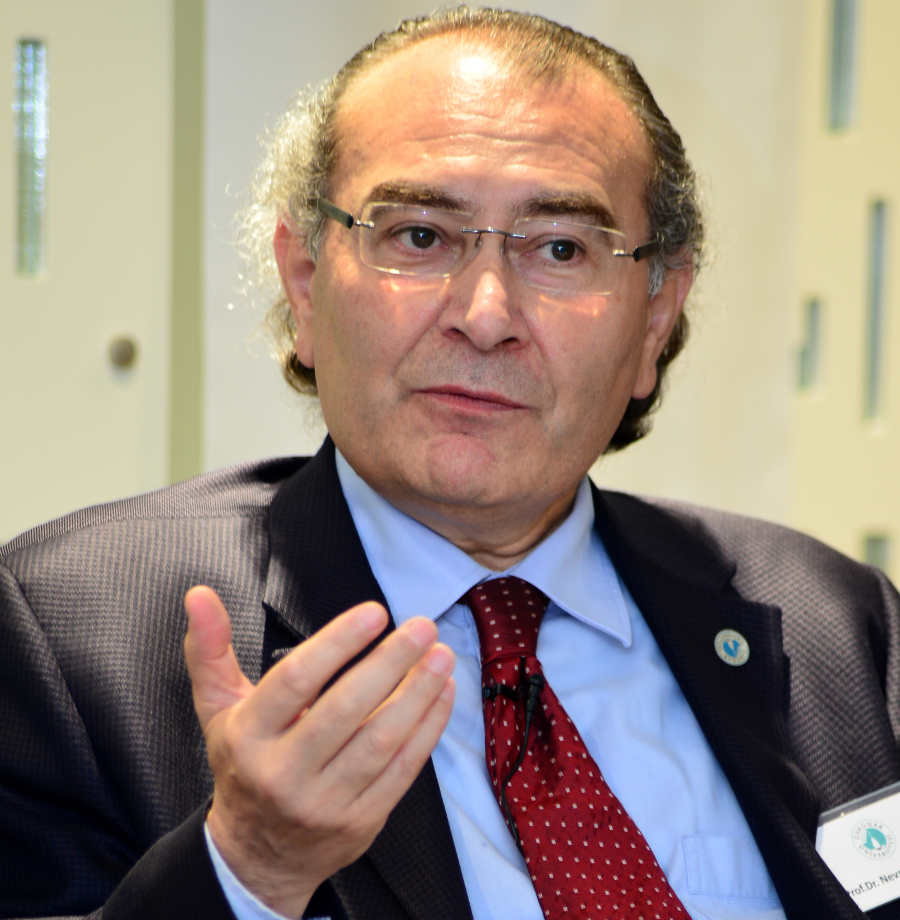
نفزات تارهان رئيس الجامعة

## التكوين الجامعي والكليات
يوجد في جامعة أسكدار 9 كليات، ففيها مدارس ومعاهد مهنية (دبلوم)، وأربع كليات فيها تقدم تعليم لدرجة البكالوريس.
كلية الهندسة والعلوم الطبيعية
- هندسة الحاسوب
- الهندسة البيئية
- هندسة الجينات (الإنجليزية)
- هندسة الجينات (التركية)

كلية العلوم الأنسانية والعلوم الأجتماعية
- الفلسفة
- علم النفس (الإنجليزية)
- علم النفس (التركية)
- السياسة والعلاقات الدولية
- علم الأجتماع

كلية العلوم الصحية
- قسم تنمية الطفل
- قسم علاج النطق والسمع
- قسم العلاج الوظيفي
- قسم التمريض
- قسم الصحة والسلامة المهنية
- قسم الخدمات الأجتماعية
- قسم العلاج الفيزيائي وإعادة التأهيل

كلية الأعلام
- قسم الإعلام وأنظمة التواصل
- قسم التسويق وتصميم الأعلانات
- قسم الصحافة ووسائل الاعلام الجيدة
- قسم التلفار والراديو والسينما
- قسم تصميم الاتصالات البصرية

مدارس ومعاهد مهنية
معاهد الخدمات الصحية
- قسم الصحة والعناية بالفم والأسنان
- قسم التخدير
- قسم المعدات الطبية الحيوية
- قسم تنمية الطفل
- قسم تقنية الأسنان
- قسم غسيل الكلى
- قسم الخدمات الصيدلية
- قسم علاج المشاكل العصبية والارتجاج
- قسم رعاية المعاقين وإعادة التأهيل
- قسم العلاج الطبيعي
- قسم التغذية
- قسم الطوارئ الإسعافات الأولية
- قسم الصحة والسلامة المهنية
- قسم علاج مشاكل السمع
- قسم البصريات
- قسم جراحة وتقويم العظام
- قسم التروية الدموية
- قسم العلاج الإشعاعي
- قسم إدارة الرعاية الصحية
- دائرة الخدمات الاجتماعية
- قسم النباتات الطبية والعطرية
- الوثائق الطبية وقسم السكرتارية
- قسم تقنيات المختبرات الطبية
- قسم الترويج والتسويق الطبي
- قسم تقنيات التصوير الطبي
- شعبة خدمات رعاية المسنين

الدراسات العليا
العلوم الطبيعية والهندسات
- قسم الدراسات العليا في الهندسة البيئية
- قسم الدراسات العليا في هندسة الجينات

قسم الرعاية الصحية
- قسم الدراسات العليا في أدارة المستشفيات
- قسم الدراسات العليا في التمريض
- قسم الدراسات العليا في الصحة والتمريض
- برنامج الدراسات العليا علم الأعصاب
- برنامج الماجستير في الخدمة الاجتماعية

معهد العلوم الأجتماعية
- برنامج الماجستير علم النفس السريري
- برنامج الدراسات العليا علم النفس التطبيقي
- برنامج الدراسات العليا التسويق العصبي

ايراسموس 
يوجد في جامعة أسكدار برنامج ايراسموس، وهو برنامج التبادل الطلابي في الاتحاد الأوروبي حيث تتعاقد جامعة أسكدر مع 123 جامعة في أوروبا في برنامج ايراسموس.
مراكز الأبحاث والمختبرات
يوجد في جامعة أسكدار 33 مركز للأبحاث والتطبيقات، ويوجد فيها 28 مختبر. وفي السنة الدراسية 2014-2015 قامت جامعة أسكدار بنشر 113 مقالة علمية على مستوى عالمي. حيث كانت قيمة المشاريع التي تلقت الدعم بقيمة 2.5 مليون ليرة تركية